# John Turberville Needham
Pour les articles homonymes, voir Needham.
John Turberville Needham, né à Londres le 10 septembre 1713, mort à Bruxelles le 30 décembre 1781, est un biologiste anglais.

## Biographie
Il est élevé au Collège catholique anglais de Douai, reçoit la prêtrise à Cambrai (en 1738). Il se rend ensuite en Angleterre, on le retrouve directeur du collège de Twifford près de Winchester. Plus tard, mais pour peu de temps, on le retrouve professeur de philosophie au collège anglais de Lisbonne. Il se retire ensuite à Paris où il devient recteur de l'académie des sciences et belles-lettres. Il est ensuite le premier directeur de l'académie impériale à Bruxelles et chanoine, d'abord à Termonde puis à Soignies. Il est mort à Bruxelles, le 30 décembre 1781 et est enterré dans l'Abbaye de Coudenberg.
Il est célèbre par des observations microscopiques dont il concluait la génération spontanée : la vie prenant naissance de l'inanimé. Elles sont consignées dans ses New microscopical discoveries, 1745, trad. sous le titre de Découvertes faites avec le microscope, Leyde, 1747, et résumées dans L'Histoire naturelle de Buffon.

Il fit des expériences avec des micro-organismes qu'il pensait générés par génération spontanée.
Needham est prêtre catholique, et il réfuta quelques-unes des objections de Voltaire contre la religion, ce qui lui attire les sarcasmes de cet écrivain.

## Source
Cet article comprend des extraits du Dictionnaire Bouillet. Il est possible de supprimer cette indication, si le texte reflète le savoir actuel sur ce thème, si les sources sont citées, s'il satisfait aux exigences linguistiques actuelles et s'il ne contient pas de propos qui vont à l'encontre des règles de neutralité de Wikipédia.